# Яцунда Ігор Ярославович
І́гор Яросла́вавович Яцунда (31 травня 1981, с. Метенів, Тернопільська область — 19 березня 2016, в районі с. Боровеньки, Луганська область) — український військовослужбовець, старший сержант Збройних сил України, старший такелажник такелажного взводу військової частини В 1428, учасник російсько-української війни.

## Життєпис
Ігор Яцунда народився 31 травня 1981 року в селі Метенів, нині Зборівської громади Тернопільського району Тернопільської области України.
Закінчив загальноосвітню школу в с. Кабарівці, Зборівський коледж Тернопільського національного технічного університету імені Івана Пулюя (спеціальність — електрозвалювальник).
Після проходження строкової служби працював охоронцем, згодом — за кордоном.
У січні 2016 року розпочав службу за контрактом. 11 лютого 2016 року разом із 6 військовослужбовцями був відправлений у зону АТО. Помер 19 березня 2016 року, під час несення служби в районі с. Боровеньки на Луганщині.
Проживав у с. Присівці Тернопільського району, де й похований 23 березня 2016 року.

## Нагороди
- почесний громадянин Тернопільської області (21 грудня 2022, посмертно)[4].